# Trường Đại học Cenderawasih

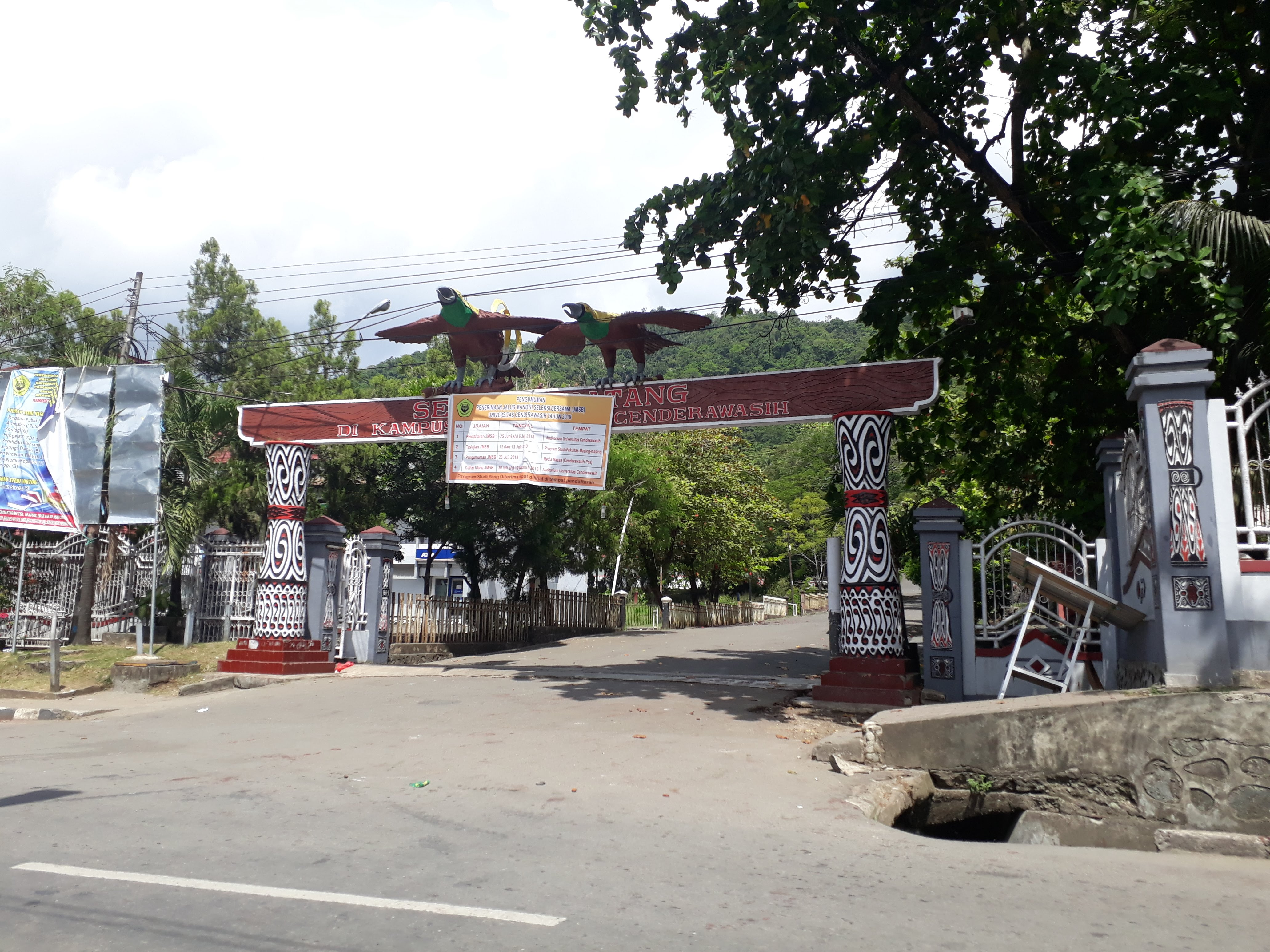

Trường Đại học Cenderawasih (tiếng Indonesia: Universitas Cenderawasih, UNCEN) là một trường đại học tại Jayapura, ở tỉnh Papua, Indonesia. Đây là trường đại học hàng đầu của tỉnh này.
Trường có các khoa: Kinh tế, Luật, Sư phạm, Khoa học xã hội và chính trị. Đến năm 2002, trường có Khoa Khoa học Nông nghiệp tại Manokwari được tách ra từ Đại học bang Papua (Universitas Negeri Papua, UNIPA).
Một số sinh viên của trường đã tham gia thổ chức và ủng hộ Phong trào Papua Tự do và các chiến dịch chủ nghĩa dân tộc khác, bao gồm biểu tình chống Freeport Indonesia's Grasberg mine kết thúc bằng đàn áp bạo động với cảnh sát và Quân đội Indonesia. Công ty khai khoáng cấp học bổng cho sinh viên trường này.
Trong số sinh viên của trường nổi tiếng có John Rumbiak, là người thành lập tổ chức nhân quyền ELS-HAM ở Jayapura.